# Amrum Fyr
Amrum Fyr (dansk) eller Leuchtturm Amrum, er et tysk fyr på den nordfrisiske ø Amrum, som blev indviet i 1875. Fyret er beliggende to kilometer vest for øens hovedby Vitdyn på en cirka 25 høj klit.
Det rød/ hvid-stribede tårn er med sine 64 m det højeste i Nordfrisland. Der er 297 trin til toppen. En vindeltrappe fører til en udsigtsplatform. Lyset kan ses i en afstand af 23,3 sømil. Dets roterende linse vejer 2,9 tons. Linsen anvendes den dag i dag (2009), mens lyskilden blev imidlertid udskiftet med en halogenlampe på 250 watt. I 1939 blev fyret elektrificeret. Fyret var bemandet indtil 1984, hvor den sidste fyrpasser gik på pension. Fyret er nu fjernstyret af medarbejdere fra skibsfartskontoret i Tønning.
Om sommeren er fyrtårnet åbent til gæster.

## Eksterne links
- Wikimedia Commons har flere filer relateret til Amrum Fyr
- Amrum fyr (tysk)